# باتريك فلودين
باتريك فلودين (بالسويدية: Patrik Flodin) مواليد 16 أغسطس 1984، هو سائق راليات سويدي بدأ مسيرته في سنة 2005. تنافس في بطولة العالم للراليات.

## روابط خارجية
- باتريك فلودين على موقع Rallye-info.com (الإنجليزية)
- باتريك فلودين على موقع eWRC-results.com (الإنجليزية)